# 第31屆香港電影金像獎
第31屆香港電影金像獎（英語：31th Hong Kong Film Awards）於2012年2月8日中午於香港文化中心公布提名名单，於同年4月15日星期日晚上于香港文化中心大劇院頒發，一共頒發了21個獎項。頒獎典禮司儀為曾志偉、林家棟、曾寶儀、鄭中基和Angelababy，並由倪秉郎擔任宣讀提名名單報幕員。紅地毯司儀是林曉峰和車婉婉；典禮由電視廣播有限公司取得播映權，為無綫電視自2009年從亞洲電視中重奪。
本届大赢家为許鞍華執導的《桃姐》，获得了最佳电影、导演、编剧、男主角和女主角一共5个大奖。許鞍華第四次夺得最佳导演，刘德华第三次赢得最佳男主角，葉德嫻成为金像獎史上仅次于羅蘭的第二年長的影后。其次是徐克导演的《龍門飛甲》，获得了最佳剪辑、美术指导、音响效果、视觉效果和动作设计一共5个技术奖。《奪命金》获得最佳男、女配角两项奖，《武俠》獲得最佳攝影和原創電影音樂兩個獎，《讓子彈飛》獲得最佳服裝造型設計，《那些年，我們一起追的女孩》成為最佳兩岸華語電影。
由是屆頒獎典禮開始，大會參照奧斯卡金像獎和金馬獎的做法，在頒獎嘉賓宣佈得獎者後，除了用大熒幕顯示相關得獎者的背景資料，並加以現場報幕介紹得獎者，而該現場報幕員由鄭啟泰擔任。

## 投票及記者會
本屆金像獎首輪投票由合資格選民加上100位專業評審參與投票，投票率達61.63%。
大會於2012年2月8日舉行記者會公佈提名名單。記者會主持為陳芷菁，嘉賓為金像影帝劉青雲、謝霆鋒。

## 獎項統計
：以下不含「最佳兩岸華語電影」之部分
| 數目 | 電影名稱                                         |
| 獲獎 |                                                  |
| 5    | 桃姐、龍門飛甲                                   |
| 2    | 奪命金、武俠                                     |
| 1    | 殺手歐陽盆栽、讓子彈飛、出軌的女人、大藍湖       |
| 提名 |                                                  |
| 13   | 龍門飛甲、讓子彈飛                               |
| 12   | 武俠                                             |
| 9    | 竊聽風雲2                                        |
| 8    | 桃姐、奪命金                                     |
| 4    | 新少林寺、鴻門宴                                 |
| 3    | 不再讓你孤單、画壁                               |
| 2    | 單身男女、出軌的女人、白蛇传说                   |
| 1    | 喜愛夜蒲、殺手歐陽盆栽、开心魔法、金不换、大蓝湖 |

### 金像獎電影
| 電影         | 獎項                                                             |
| ------------ | ---------------------------------------------------------------- |
| 桃姐         | 最佳電影、最佳導演、最佳編劇、最佳男主角、最佳女主角             |
| 奪命金       | 最佳男配角、最佳女配角                                           |
| 殺手歐陽盆栽 | 最佳新演員                                                       |
| 武俠         | 最佳攝影、最佳原創電影音樂                                       |
| 龍門飛甲     | 最佳剪接、最佳美術指導、最佳動作指導、最佳音響效果、最佳視覺效果 |
| 讓子彈飛     | 最佳服裝造型設計                                                 |
| 出軌的女人   | 最佳原創電影歌曲                                                 |
| 大藍湖       | 新晉導演                                                         |

## 提名電影香港票房成绩
五部最佳電影提名作品，香港票房合共約7800萬，當中只有《桃姐》和《竊聽風雲2》兩部影片的票房超過2000萬。《桃姐》亦是候選作品中，唯一一部在入圍名單公佈後，才正式公映的電影。
五部電影有四部位列年度十大票房：
- 2011年：《竊聽風雲2》（第3位）、《讓子彈飛》（第7位）、《奪命金》（第8位）
- 2012年：《桃姐》（第4位）

| 電影          | 映期                            | 票房（港元） |
| ------------- | ------------------------------- | ------------ |
| 《桃姐》      | 2012年3月9日 – 2012年6月18日    | 27,873,690   |
| 《竊聽風雲2》 | 2011年8月8日 – 2011年9月29日    | 24,010,055   |
| 《讓子彈飛》  | 2011年1月13日 – 2011年3月23日   | 12,211,549   |
| 《奪命金》    | 2011年10月20日 – 2011年12月18日 | 8,437,059    |
| 《龍門飛甲》  | 2011年12月22日 – 2012年1月28日  | 6,091,647    |
| 總票房        | –                               | 78,624,000   |

## 軼事
這是香港電影金像獎自1982年舉辦以來第二次有一部電影於同一屆頒獎典禮上奪得「大滿貫」（即同時奪得最佳電影、最佳導演、最佳編劇、最佳男主角及最佳女主角），該部電影為許鞍華執導的《桃姐》。而第一次奪得「大滿貫」的電影為《女人四十》，同樣由許鞍華執導。

## 表演嘉賓
- 葉德嫻：歌曲演唱

## 緬懷
這屆的緬懷環節由鋼琴家李雲迪演奏經典樂曲「夜曲」，下列辭世的電影工作者出現在短片中。
- 關聖佑（音樂家）
- 鄺君能（演員）
- 陳耀林（演員）
- 薛春煒（動作指導、演員）
- 林金志（技工）
- 蕭志立 （攝影師）
- 陳香江 （燈光）
- 鳳飛飛(林秋鸞)（演員、歌手）
- 梁漢威（演員）
- 蘇少棠（演員）
- 曾近榮（演員）
- 紅薇(羅珍)（演員）
- 黃錦端 （場記）
- 黎佳（置景）
- 羅敬恆（燈光）
- 方萍(李紉薇)（演員）
- 裘萍(王潔明)（演員）
- 蔡麗雲（服裝助理）
- 王偉（演員）
- 陳鳳冰（演員）
- 許冠英（演員）

## 收视率
4月16日，無線公佈收視率數據，本屆頒獎禮直播平均收視31點，最高收視為34點。這相比2011年亞視直播金像獎平均收視7點、最高收視11點，以及2009年無線的金像獎轉播平均收視28點相比，都有提高。

## 媒體播放
無綫電視擊敗亞洲電視，重新奪得自2009年之來，首次電影頒獎禮在香港地區的轉播權。
- 電視：無綫電視翡翠台、無綫電視高清翡翠台、無綫電視J2*、CCTV-6#、Now香港台、無綫娱樂新聞台*、有線娱樂新聞台*、马来西亚Astro华丽台
- 電台：香港電台第二台

*表示只提供紅地氈盛況直播，#表示延迟播出。

## 外部連結
- 第31屆香港電影金像獎得獎名單 （页面存档备份，存于）